# Зайков, Владимир Сергеевич
Владимир Сергеевич Зайко́в (1890—1967) — советский химик.

## Биография
Работал в НИИ-42. В 1930-х годах совместно с Е. И. Шпитальским получил хлоратные пороха и фосген.
В 1936—1941 годах разработал низкозамерзающий иприт и промышленный способ его получения. Если обычный иприт застывал уже при +14, то иприт Зайкова имел возможность боевого применения при температурах до −30 градусов, а в смеси с люизитом (75:25 по объему) — до −50 градусов. При этом он был ненамного дороже классического иприта. Выпуск низкозамерзающего иприта был налажен в Сталинграде, Дзержинске, Чапаевске.
Доктор химических наук (1943). Автор трудов в области органического синтеза.

## Награды и премии
- Сталинская премия II степени (10 апреля 1942) — за изобретение нового химического продукта
- Орден Красной Звезды